# Raymond Flacher
Raymond Mathieu Pierre Flacher, född 24 oktober 1903 i Paris, död 4 september 1969 i Neuilly-sur-Seine, var en fransk fäktare.
Flacher blev olympisk silvermedaljör i florett vid sommarspelen 1928 i Amsterdam.